# Ноллен, Майке
Майке Ноллен (нем. Maike Nollen; 15 ноября 1977, Берлин) — немецкая гребчиха-байдарочница, выступала за сборную Германии в первой половине 2000-х годов. Чемпионка летних Олимпийских игр в Афинах, серебряная и бронзовая призёрша чемпионатов Европы и мира, победительница многих регат национального и международного значения.

## Биография
Майке Ноллен родилась 13 ноября 1977 года в Берлине, в той части города, которая относилась к ГДР. Активно заниматься греблей на байдарке начала в раннем детстве, проходила подготовку в столичном гребном клубе «Шарлоттенбург».
Первого серьёзного успеха на взрослом международном уровне добилась в 2002 году, когда попала в основной состав немецкой национальной сборной и побывала на чемпионате мира в испанской Севилье, откуда привезла награды бронзового и серебряного достоинства, выигранные в зачёте четырёхместных байдарок на дистанциях 200 и 500 метров соответственно. Два года спустя на чемпионате Европы в польской Познани получила бронзу в одиночках на пятистах метрах. Благодаря череде удачных выступлений удостоилась права защищать честь страны на летних Олимпийских играх 2004 года в Афинах — в составе байдарки-четвёрки, куда также вошли гребчихи Биргит Фишер, Катрин Вагнер и Каролин Леонхардт, завоевала золотую медаль, победив всех своих соперниц.
После афинской Олимпиады Ноллен ещё в течение некоторого времени оставалась в основе гребной команды Германии и продолжала принимать участие в крупнейших международных регатах. Так, в 2005 году она выступила на европейском первенстве в Познани, где стала серебряной и бронзовой призёршей в двойках на полукилометровой и километровой дистанциях. В то время как на мировом первенстве в хорватском Загребе получила серебро в километровой гонке двоек. Вскоре по окончании этих соревнований приняла решение завершить карьеру профессиональной спортсменки, уступив место в сборной молодым немецким гребчихам.